# Cittadinanza azera
La cittadinanza azera (Azərbaycan vətəndaşlığı) è la cittadinanza della Repubblica dell'Azerbaigian, le cui norme sono regolate dalla legge sulla cittadinanza della Repubblica dell'Azerbaigian. Il cittadino dell'Azerbaigian è una persona che ha relazioni politiche e legali con lo stato dell'Azerbaigian, nonché diritti e doveri reciproci.

## Storia
Per la prima volta il concetto di cittadinanza azera è apparso nell'anno di esistenza della Repubblica democratica dell'Azerbaigian. Lo statuto sulla cittadinanza fu adottato il 23 agosto 1918 dal governo della Repubblica e rimase in vigore fino all'adozione della legge nel prossimo anno. La legge sulla cittadinanza azera fu adottata l'11 agosto 1919 dal parlamento della Repubblica Democratica dell'Azerbaigian.
La legge includeva le norme e i regolamenti per la determinazione, la concessione e la perdita della cittadinanza. Secondo il primo punto del primo capitolo della legge, indipendentemente dalla nazionalità e dalla religione, tutti i cittadini dell'ex impero russo che loro stessi o i loro genitori erano nati nel territorio della Repubblica Democratica dell'Azerbaigian erano considerati cittadini dello stato. La legge aveva una clausola corrispondente secondo cui tutte le persone che avevano adottato la cittadinanza della Repubblica democratica dell'Azerbaigian dovevano prestare giuramento di fedeltà.
La legge ha perso il suo vigore il giorno della caduta della Repubblica Democratica dell'Azerbaijan, 28 apr 1920.

## Legge attuale
L'attuale legge sulla cittadinanza della Repubblica dell'Azerbaigian è stata adottata il 30 settembre 1998 dall'allora presidente del paese Heydar Aliyev. Negli anni successivi, la legge è stata modificata, soprattutto nel 2005, 2008, 2014, 2015, 2017 e 2018, rispettivamente.
Il regolamento sulle norme per la considerazione dei problemi di cittadinanza della Repubblica dell'Azerbaigian è stato approvato con il decreto presidenziale del 30 agosto 1999. Alcune modifiche sono state apportate anche a questa legge nel 2006, 2008, 2009, 2010, 2015, 2016 e 2017.

## Diritto alla cittadinanza
In conformità con l'attuale decreto, così come l'articolo 52 della Costituzione della Repubblica dell'Azerbaigian, ogni persona nata nel territorio dell'Azerbaigian (ius soli) o uno dei suoi genitori è un cittadino dello stato (ius sanguinis), viene considerato come un cittadino dell'Azerbaigian.
Conformemente all'articolo 53 della Costituzione della Repubblica dell'Azerbaigian, un cittadino azero non viene interdetto in nessun caso della sua cittadinanza, salvo chieda e ottenga volontariamente una cittadinanza straniera.

## Acquisizione della cittadinanza
Indipendentemente dai motivi e scopi per l'acquisizione della cittadinanza della Repubblica dell'Azerbaigian, è uguale per tutti.
Tutte le persone che erano cittadini della Repubblica dell'Azerbaigian prima dell'entrata in vigore della legge del 30 settembre 1998 non erano cittadini della Repubblica dell'Azerbaigian fino al 1º gennaio 1992, ma erano registrati nel territorio della Repubblica dell'Azerbaigian, così come i rifugiati che si erano stabiliti in territorio azero dal 1988 al 1992 erano considerati cittadini della Repubblica dell'Azerbaigian al momento dell'adozione della legge attuale.
Un bambino nato nel territorio dell'Azerbaigian, i cui genitori non hanno la cittadinanza, è un cittadino della Repubblica. Inoltre, un bambino che è nato nel territorio dell'Azerbaigian e di cui i genitori sono sconosciuti, viene considerato come un cittadino dello stato.

## Doppia cittadinanza
Azerbaigian non consente la doppia cittadinanza, e chiunque chieda volontariamente e ottiene la cittadinanza straniera perde automaticamente la cittadinanza azera. Tuttavia, gli immigranti azeri che desiderano rinunciare alla cittadinanza per acquisire la cittadinanza in un altro paese (come quella di Germania, che richiede la denuncia di precedenti cittadinanze, o il Giappone) devono chiedere la denuncia. Quel processo può durare fino ad un anno.
L'unica eccezione è che il Presidente dell'Azerbaigian può concedere la doppia cittadinanza a persone di particolare importanza, e quella persona non perderà la cittadinanza azera mantenendo la cittadinanza straniera ottenuta da lui o lei, o perdendo la sua cittadinanza straniera originale mentre gli viene concesso la cittadinanza dell'Azerbaigian.

## Ammissione alla cittadinanza
Le persone che non hanno la cittadinanza, così come gli stranieri che hanno vissuto nel territorio dell'Azerbaigian per 5 anni e conoscono la lingua ufficiale della Repubblica dell'Azerbaigian, indipendentemente dalla razza e nazionalità, origine, politica e altre idee, possono, su loro richiesta, accettare la cittadinanza azera.